# ردا- آلمان
ردا- آلمان (به آلمانی: Rheda) یک منطقهٔ مسکونی در آلمان است که در ردا-ویدنبورک واقع شده‌است.